# Adolf Friedrich III. (Mecklenburg)

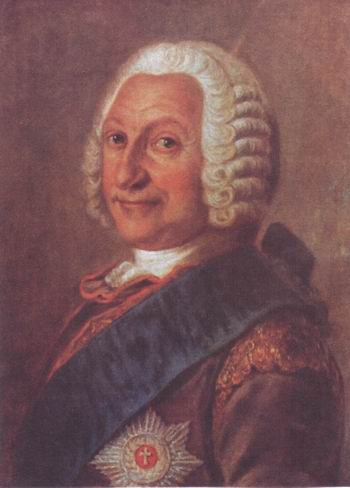
Herzog Adolf Friedrich III.

Adolf Friedrich III., Herzog zu Mecklenburg [-Strelitz] (* 7. Juni 1686 in Strelitz; † 11. Dezember 1752 in Neustrelitz) war regierender Herzog zu Mecklenburg im Landesteil Mecklenburg-Strelitz.

## Leben
Er war der älteste Sohn des Herzogs Adolf Friedrich II. aus dessen erster Ehe mit Marie, Tochter des Herzogs Gustav Adolf von Mecklenburg-Güstrow.
Nach dem Tod seines Vaters übernahm er 1708 die Regentschaft im Landesteil Mecklenburg-Strelitz. Als am 24. Oktober 1712 das alte Strelitzer Residenzschloss abbrannte und ein Wiederaufbau an alter Stelle unmöglich war, ließ er von 1726 bis 1731 in Glienecke ein neues Schloss bauen. Aus praktischen Gründen wurde von ihm daneben am 20. Mai 1733 eine Siedlung gegründet, die spätere Residenzstadt Neustrelitz. Im Jahr 1748 verabredete er mit Herzog Christian Ludwig II., dem Regenten des Landesteils Schwerin, in einem Geheimvertrag die Auflösung des mecklenburgischen Gesamtstaates. Dieser Plan scheiterte jedoch am erbitterten Widerstand der Ritterschaft. Sein Neffe, Herzog Adolf Friedrich IV., schloss in dessen Folge dann 1755 mit den Ständen den Landesgrundgesetzlichen Erbvergleich ab. Dieser Erbvergleich führte zur Festigung der Macht der mecklenburgischen Ritterschaft und konservierte die Rückständigkeit des Landes bis zum Ende der Monarchie in Mecklenburg-Schwerin (1918).
Adolf Friedrich III. stiftete um 1750 den wenig verliehenen Orden de la fidélité et constance.

## Familie
Adolf Friedrich III. heiratete am 16. April 1709 in Reinfeld Dorothea Sophie (* 4. Dezember 1692 in Plön; † 29. April 1765 in Fürstenberg/Havel), Tochter und jüngstes Kind von Johann Adolf von Schleswig-Holstein-Sonderburg-Plön.
Aus der Ehe gingen zwei Töchter hervor:
- Marie Sophie (* 5. Mai 1710; † 21. Februar 1728), 1719 zur Äbtissin im Kloster Rühn ernannt, aber hat dieses Amt wahrscheinlich nie ausgeübt.
- Magdalene Christiane (* 21. Juli 1711; † 27. Januar 1713)

Da die Ehe von Herzog Adolf Friedrich III. ohne männliche Nachkommen blieb und sein Bruder unmittelbar zuvor gestorben war, wurde sein Neffe, Adolf Friedrich (IV.), Nachfolger auf dem Strelitzschen Thron.